# Carlo Magno (Nicolini)
Carlo Magno è un'opera in due atti di Giuseppe Nicolini, su libretto di Antonio Peracchi. La prima rappresentazione ebbe luogo al Teatro Nuovo di Piacenza nel febbraio del 1813.

## Trama
La trama segue le vicende di Vitekindo (Vitichindo), capo dei Sassoni che guidò una ribellione contro i Franchi di Carlo Magno, che pure li avevano sottomessi al loro volere. Gli scontri hanno vicende alterne, dalle quali alla fine emerge vincitore Carlo Magno, che abolisce il culto di Irminsulo. Vitekindo rifiuta di fuggire e decide di consegnarsi al vincitore, dal quale ottiene il perdono ed il dominio di una parte della Sassonia, a costo di abbracciare leggi e costumi franchi. Nel contempo, si snodano le vicende relative a Rosmida, promessa sposa di Vitekindo, di cui si invaghisce lo stesso Carlo Magno, che con grande magnanimità la protegge dalle insidie del perfido Argiro, luogotenente di Vitekindo e amante respinto di Rosmida, e le fa coronare il proprio sogno d'amore col re sassone.

## Struttura musicale
- Sinfonia

### Atto I
- N. 1 - Introduzione Deh pietoso a' tuoi guerrieri (Coro)
- N. 2 - Cavatina Oh del Ciel ministri eletti (Rosmida)
- N. 3 - Cavatina Quella pianta che del Cielo (Argiro)
- N. 4 - Coro e Cavatina Viva l'Eroe - Dall'Eridanie sponde (Carlo, Coro)
- N. 5 - Coro e Cavatina Dell'armi il Nume - Eccomi a voi miei fidi (Vitekindo, Coro)
- N. 6 - Duetto Mio ben serena il ciglio (Vitekindo, Rosmida)
- N. 7 - Cavatina Chi d'amore avvampa al foco (Telesia)
- N. 8 - Finale I Qual sorpresa! (Rosmida, Vitekindo, Carlo, Arbante, Coro)

### Atto II
- N. 9 - Introduzione seconda Già la fama de' Franchi festiva (Coro)
- N. 10 - Duetto Quel ferro impugna, o barbaro (Rosmida, Carlo)
- N. 11 - Aria Quel Nocchier che d'oro è vago (Arbante)
- N. 12 - Coro Salva la patria
- N. 13 - Aria Se nel barbaro cimento (Rosmida, Coro)
- N. 14 - Terzetto Confuso... palpitante (Vitekindo, Rosmida, Carlo)
- N. 15 - Coro e Aria Scuoton già l'aure in campo - Ombre amate, ah non temete (Carlo, Coro)
- N. 16 - Coro Di Marte la tromba
- N. 17 - Aria Ah! quando cesserà (Vitekindo, Coro)
- N. 18 - Finale II Splenda omai d'amor la face (Vitekindo, Rosmida, Carlo, Arbante, Telesia, Ergildo, Coro)